# Cupola quadrata elongata
In geometria solida, la cupola quadrata elongata è un poliedro con 18 facce appartenente alla famiglia delle cupole elongate, che può essere costruito, come intuibile dal suo nome, allungando una cupola quadrata attraverso l'aggiunta di un prisma ottagonale alla sua base.

## Caratteristiche
Come detto, questo solido fa parte della famiglia delle cupole elongate; nel caso in cui tutte le sue facce siano poligoni regolari, la cupola quadrata elongata diventa uno dei 92 solidi di Johnson, in particolare quello indicato come J19, ossia un poliedro strettamente convesso avente come facce dei poligoni regolari ma comunque non appartenente alla famiglia dei poliedri uniformi.

## Formule
Considerando una cupola quadrata elongata avente come facce dei poligoni regolari aventi lato di lunghezza {\displaystyle a}, le formule per il calcolo del volume {\displaystyle V}, della superficie {\displaystyle A} e del circumraggio {\displaystyle C} risultano essere:
{\displaystyle V=\left(3+{\frac {8{\sqrt {2}}}{3}}\right)a^{3}\approx 6,77124\ldots a^{3};}
{\displaystyle A=\left(15+2{\sqrt {2}}+{\sqrt {3}}\right)a^{2}\approx 19,5605\ldots a^{2};}
{\displaystyle C=\left({\frac {1}{2}}{\sqrt {5+2{\sqrt {2}}}}\right)a\approx 1,39897\ldots a.}

## Poliedro duale
Il poliedro duale della cupola quadrata elongata è un poliedro avente 8 facce a forma di triangolo isoscele, 4 a forma di aquilone e 8 a forma di quadrilatero irregolare.
| Poliedro duale | Sviluppo piano del duale |
| -------------- | ------------------------ |
|                |                          |

## Poliedri e tassellature dello spazio correlati
La cupola quadrata elongata può formare una tassellatura dello spazio completa se utilizzata assieme a tetraedri e cubi oppure assieme a cubi e piramidi quadrate.